# Tatafu Moeaki
Tatafu Toma Moeaki (n. 8 de diciembre de 1972) es un funcionario y político tongano, que actualmente sirve como gobernador del Banco Nacional de la Reserva de Tonga.

## Biografía

### Trayectoria
Moeaki se incorporó al servicio público en 1995, sirviendo como jefe de Política y Planificación en el Ministerio de Educación y como Subsecretario de Relaciones Exteriores. En 2011 se desempeñó como director ejecutivo del Ministerio de Trabajo, Comercio e Industrias. En 2013 fue designado director ejecutivo del Ministerio de Finanzas y Planificación Nacional. Renunció al cargo en 2016 para ocupar un puesto en el Banco Asiático de Desarrollo.

### Carrera política
El 25 de enero de 2021 fue nombrado ministro de Comercio y Desarrollo Productivo por el entonces primer ministro Pohiva Tuʻiʻonetoa, durante la reorganización del gabinete tras la renuncia de Sione Vuna Fa'otusia.
Participó en las elecciones generales de 2021, resultando electo Representante Popular por el distrito electoral de Tongatapu 4. El 28 de diciembre de 2021, la formación del nuevo gobierno de Siaosi Sovaleni fue nombrado para el Gabinete de  como Ministro de Finanzas y Planificación Nacional y Ministro de Ingresos y Aduanas.
El 20 de diciembre de 2022, Moeaki fue nombrado gobernador del Banco Nacional de la Reserva de Tonga.

## Controversias
El 6 de mayo de 2022, la Corte Suprema lo halló culpable de dos delitos de soborno durante la campaña electoral de las elecciones generales de 2021. La acusación incluyó la entrega de efectivo a un elector, y la promesa de entregar, a través de una tercera persona, tanques de agua de plástico gratis a los electores de la aldea de Patangata. El fallo judicial ordenó la anulación de la elección de Moeaki como Representante Popular por el distrito de Tongatapu 4, y por lo tanto, su destitución del puesto, siendo el segundo integrante del gabinete Sovaleni en enfrentar estos cargos, después de Sione Saulala. La condena se suspendió pendiente de apelación el 26 de mayo de 2022. El 9 de agosto de 2022 se desestimó su apelación y se confirmó la nulidad de su elección. Fue destituido formalmente por la Asamblea Legislativa el 10 de agosto.